# Lista de submarinos de maior sucesso da Kaiserliche Marine na Primeira Guerra Mundial
Foram afundados durante a Primeira Guerra Mundial, 6 927 navios mercantes aliados ou neutros totalizando 13 milhões de toneladas de arqueação bruta, incluindo todas as causas bélicas. A metade foi ao fundo por ação direta dos submarinos da Kaiserliche Marine.

## U-boots
A presente lista relaciona os U-boots de maior sucesso que defenderam as cores da Alemanha na Primeira Guerra Mundial, em função ao número de navios afundados. Os 30 submarinos que fazem parte da lista afundaram 2 188 navios dos mais diferentes tipos e tamanhos que totalizaram 5 028 980 toneladas, praticamente um terço dos navios Aliados perdidos na guerra.
| SM U-35  | 226 | 538 497 | 1915 - 1918 |  |  |
| SM U-39  | 154 | 406 325 | 1915 - 1918 |  |  |
| SM U-38  | 139 | 293 104 | 1915 - 1918 |  |  |
| SM U-34  | 119 | 257 652 | 1915 - 1918 |  |  |
| SM U-53  | 88  | 224 528 | 1916 - 1918 |  |  |
| SM U-63  | 73  | 203 382 | 1916 - 1918 |  |  |
| SM U-33  | 84  | 194 131 | 1915 - 1918 |  |  |
| SM U-64  | 46  | 147 869 | 1916 - 1918 |  |  |
| SM UC-17 | 98  | 147 154 | 1916 - 1918 |  |  |
| SM U-20  | 37  | 145 829 | 1915 - 1916 |  |  |
| SM U-46  | 52  | 140 314 | 1916 - 1918 |  |  |
| SM U-70  | 54  | 139 064 | 1916 - 1918 |  |  |
| SM UC-21 | 98  | 134 139 | 1916 - 1917 |  |  |
| SM UB-40 | 99  | 134 056 | 1916 - 1918 |  |  |
| SM U-55  | 64  | 133 742 | 1916 - 1918 |  |  |
| SM U-62  | 48  | 132 811 | 1917 - 1918 |  |  |
| SM UB-18 | 128 | 132 130 | 1916 - 1917 |  |  |
| SM UB-57 | 47  | 129 173 | 1917 - 1918 |  |  |
| SM UC-65 | 106 | 127 218 | 1917 - 1917 |  |  |
| SM U-24  | 35  | 121 103 | 1915 - 1917 |  |  |
| SM U-155 | 43  | 120 441 | 1917 - 1918 |  |  |
| SM U-32  | 38  | 120 034 | 1915 - 1918 |  |  |
| SM U-86  | 33  | 119 575 | 1917 - 1918 |  |  |
| SM U-73  | 21  | 116 199 | 1916 - 1918 |  |  |
| SM U-43  | 45  | 114 323 | 1916 - 1918 |  |  |
| SM UB-50 | 39  | 113 634 | 1917 - 1918 |  |  |
| SM U-21  | 40  | 113 580 | 1914 - 1917 |  |  |
| SM UC-71 | 63  | 111 057 | 1917 - 1918 |  |  |
| SM U-82  | 36  | 110 160 | 1916 - 1918 |  |  |
| SM UB-48 | 35  | 107 756 | 1917 - 1918 |  |  |